# 커피 토크 (비디오 게임)
커피 토크는 인도네시아의 인디 게임 스튜디오인 Toge Productions에서 개발한 비주얼 노벨 게임이며 2020년 1월 29일 마이크로소프트 윈도우, macOS, 닌텐도 스위치, 플레이스테이션 4 및 엑스박스 원용으로 출시되었다. 이 게임은 2020년 1월 30일에 일본에서 닌텐도 스위치용으로 출시되었다. 이 게임은 시애틀의 커피숍에서 일하는 바리스타가 커피숍의 다양한 고객의 고민을 듣고 음료를 준비하는 과정을 따라간다. 이 게임은 90년대 애니메이션, 픽셀 아트 및 로우파이 칠홉 장르의 음악에서 영감을 받은 미학을 특징으로 한다.

## 게임 플레이
커피 토크는 비주얼 노벨이므로 게임 플레이는 대부분 대화 읽기로 구성된다. 이 대화는 플레이어가 커피숍의 재료를 사용하여 다양한 음료를 만드는 미니 게임으로 주기적으로 분리된다. 특정 음료는 플레이어에게 라떼 아트를 만들 수 있는 옵션을 제공한다. 플레이어가 만든 음료는 게임 플롯의 이벤트에 영향을 줄 수 있으므로 이 미니 게임은 플레이어가 사용할 수 있는 게임과의 주요 상호 작용 수단으로 사용된다. 플레이어 캐릭터는 게임 캐릭터의 소셜 미디어 프로필을 보고, 알려진 음료 레시피 목록을 참조하고, 게임의 가상 신문에 실린 단편 소설을 읽고, 재생 중인 노래를 변경하기 위해 스마트폰에 액세스 할 수 있다.